# مقاطعة تاكستان
مقاطعة تاكستان (بالفارسية: شهرستان تاکستان) هي إحدى مقاطعات محافظة قزوين في إيران. كان عدد سكان المقاطعة سنة 2006 حوالي 171,520 نسمة.